# Klinikum Landsberg am Lech
Das Klinikum Landsberg am Lech ist ein seit dem Jahr 1968 am gleichen Standort angesiedeltes und ständig erweitertes Akutkrankenhaus der Grund- und Regelversorgung mit den Fachbereichen Innere Medizin, Gynäkologie und Geburtshilfe, Kinder- und Jugendmedizin und Chirurgie. Es verfügt derzeit zudem über eine eigene Premiumstation und Premium-Geburtszimmer.
Für die Fachbereiche Psychiatrie, Psychotherapie und Psychosomatik, ist seit 2002 die kbo-Lech-Mangfall-Klinik Landsberg am Lech angeschlossen.

## Entwicklung des Klinikums

### 1349 bis heute
ab 1349:
das sog. Seel- bzw. Siechenhaus in der historischen Altstadt von Landsberg am Lech wird durch den von Herzog Ludwig V. (Bayern) genehmigten Ausbau zum Spital.
ab 1850:
das städtische Krankenhaus („Bruderhaus“) an der Lechstraße wird zu Beginn mit lediglich 29 Patienten in Betrieb genommen und vergrößert sich bis ins Jahr 1929 dann auf 127 Betten.
ab 1961:
Ausschreibung eines Ideenwettbewerbs für ein modernes Krankenhaus auf der Römerau-Terrasse.
ab 1968:
Neubau eines Krankenhauses mit Berufsfachschule für Krankenpflege am jetzigen Standort, dann vor Abriss Umzug des städtischen Krankenhauses an der Lechstraße (Nachfolgebau
AWO-Seniorenzentrum) in das neue Gebäude auf der sog. Römerau-Terrasse.
ab 1990:
Sanierung und Erweiterung des bestehenden Krankenhauses (zum Klinikum) bis heute in zahlreichen Bauabschnitten.
ab 2002:
Wechsel der Rechtsform in ein selbstständiges Kommunalunternehmen

### Fachbereiche
- Innere Medizin
- Anästhesie und Intensivmedizin
- Radiologie
- Schmerzzentrum
- Allgemein-, Visceral- und Gefäßchirurgie
- Gynäkologie und Geburtshilfe
- Kinder- und Jugendmedizin
- Ästhetische Therapie
- Physikalische Therapie
- Pflege

- Adipositas Zentrum Oberbayern

- Chirurgisches MVZ Landsberg am Lech
- Endoprothetikzentrum (EPZ) Landsberg am Lech

- Psychiatrie (kbo-Lech-Mangfall-Klinik)

## Beschäftigung und Ausbildung
Das Klinikum Landsberg am Lech verfügt derzeit nach Angaben des Klinikums über 221 Planbetten, es werden jährlich ca. 12.000 Patienten stationär und über 23.000 Patienten ambulant behandelt.
Derzeit beschäftigt das Klinikum nach Angabe ca. 700 Mitarbeiter.
Dem Klinikum ist eine Berufsfachschule für Pflege angeschlossen, welche seit 1998 eigenständig zertifiziert ist.